# Christiane Teschl

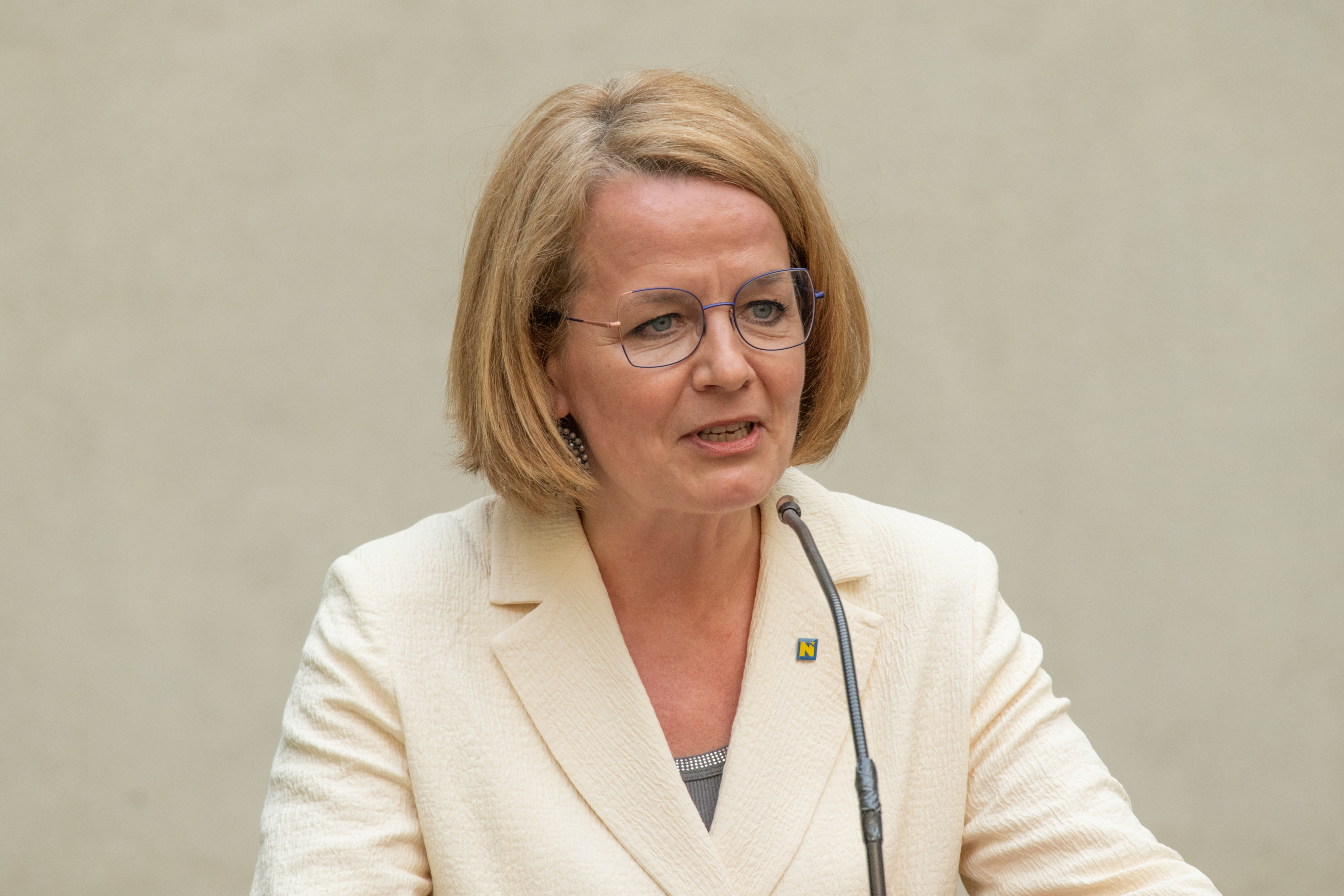
Christiane Teschl-Hofmeister (2022)

Christiane Teschl-Hofmeister (* 29. November 1973 in Graz, Steiermark als Christiane Teschl) ist eine österreichische Politikerin (ÖVP) und seit dem 22. März 2018 Landesrätin in der niederösterreichischen Landesregierung. Dort war sie von 22. März 2018 bis 22. März 2023 für Familien, Soziales, Jugend und Bildung zuständig. Seit 23. März 2023 ist sie Landesrätin für Bildung, Soziales und Wohnbau.
Seit 2020 ist sie auch Obfrau des Niederösterreichischen Arbeitnehmerinnen- und Arbeitnehmer-Bundes (NÖAAB). Vor ihrem Wechsel in die Politik war sie Journalistin und Moderatorin beim ORF. Von 2010 bis 2015 war Teschl Chefredakteurin des ORF-Landesstudio Niederösterreich.

## Leben und Journalistische Karriere
Teschl besuchte in Graz die Volksschule und das Gymnasium. Ab 1988 absolvierte sie den Zweig Restaurierung und Ortsbildpflege der Höheren Technischen Bundeslehranstalt Krems. Danach studierte sie Publizistik, Theaterwissenschaften und Kunstgeschichte an der Universität Wien und schloss mit dem akademischen Grad Magister ab.
Ab 1998 arbeitete Christiane Teschl für den Aktuellen Dienst des ORF-Landesstudios Niederösterreich. Neben dem Gestalten von Radio- und Fernsehbeiträgen war sie Moderatorin und Chefin vom Dienst der Fernsehsendung Niederösterreich heute. Ab 2003 war sie auch für die redaktionelle Leitung des Internetauftritts des ORF Niederösterreich zuständig.
Am 15. Jänner 2010 wurde sie durch ORF-Generaldirektor Alexander Wrabetz auf Vorschlag von Landesdirektor Norbert Gollinger als Chefredakteurin des Österreichischen Rundfunks-Niederösterreich bestellt. Sie übernahm diese Aufgabe vom ÖVP-nahen Richard Grasl, der ab Mitte Dezember 2009 kaufmännischer Direktor des ORF wurde. Im September 2015 folgte ihr in dieser Funktion Robert Ziegler nach, nachdem Teschl in das ORF-Zentrum wechselte, um dort im Projektteam des ORF-Frühfernsehens (Guten Morgen Österreich) mitzuarbeiten.

## Politische Laufbahn
Am 9. März 2018 wurde bekannt gegeben, dass Teschl als Nachfolgerin von Barbara Schwarz niederösterreichische ÖVP-Landesrätin werden soll. Am 22. März 2018 wurde Teschl vom Niederösterreichischen Landtag zur Landesrätin gewählt und durch Landeshauptfrau Johanna Mikl-Leitner angelobt.

## Privates
Sie ist seit 2004 verheiratet und hat eine Tochter (* 2011) und einen Sohn (* 2014). Sie lebt in Krems an der Donau.

## Auszeichnungen
2012 erhielt sie vom niederösterreichischen Landesfeuerwehrkommandanten Josef Buchta das Verdienstzeichen des Niederösterreichischen Landesfeuerwehrverbandes 1. Klasse in Gold.